# Jean Huguet (homme politique)
Pour les articles homonymes, voir Huguet.
Jean Huguet est un homme politique français né le 4 août 1860 à Arbois (Jura) et décédé le 24 mars 1936 à Paris.
Magistrat, il commence sa carrière comme substitut à Dreux en 1887. En 1888, il est chef de cabinet de Jules Viette, son oncle, ministre de l'agriculture. Il reprend ensuite sa carrière de magistrat à Lille, à Troyes puis à Paris. À la mort de Jules Viette en 1894, il lui succède comme député du Doubs et siège chez les radicaux. Il ne se représente pas en 1898 et reprend sa carrière de magistrat au tribunal de la Seine, puis comme directeur du personnel à la chancellerie en 1907 et conseiller à la cour d'Appel de Paris de 1908 à 1930.

## Sources
- « Jean Huguet (homme politique) », dans le Dictionnaire des parlementaires français (1889-1940), sous la direction de Jean Jolly, PUF, 1960 [détail de l’édition]